# Werner Straub (Psychologe)
Werner Straub (* 14. Juli 1902 in Stuttgart; † 25. Januar 1983 in Dresden) war ein deutscher Psychologe und Professor an der TU Dresden.

## Leben und Wirken
Nach dem Abitur 1921 und einer Buchhändlerlehre studierte Straub ab 1923 Psychologie und Philosophie an der Ludwig-Maximilians-Universität München. Dort promovierte er sich 1927 mit einer experimentellen Arbeit über Tonqualität und Tonhöhe. Als Assistent am Psychologischen Institut der Technischen Hochschule Darmstadt habilitierte er sich 1931 mit einer Arbeit Grundlagen einer experimentellen Bildungspsychologie. Von 1931 an war er in Dresden tätig, erst in der Lehrerausbildung am Institut für Psychologie und Philosophie der kulturwissenschaftlichen Abteilung, ab 1934 als Leiter des von Ewald Sachsenberg 1922 gegründeten Psychotechnischen Instituts. Als Philipp Lersch 1937 nach Breslau ging, übernahm Straub dessen Funktion als apl. Professor, ab 1939 außerordentlicher Professor und Direktor der Abteilung Psychologie. Im November 1933 unterzeichnete er das Bekenntnis der Professoren an den deutschen Universitäten und Hochschulen zu Adolf Hitler.
1946 wurde er ordentlicher Professor. Von 1946 bis 1947 war er der erste Dekan der Pädagogischen Fakultät, als Nachfolger von Enno Heidebroek von 1947 bis 1949 Rektor der TH Dresden, der wesentlich den Wiederaufbau steuerte. Er sorgte 1950 für die Zuordnung des von ihm gegründeten Instituts für Psychologie zur Math.-Naturwiss. Fakultät und die Einführung des Dipl.Psychologen. 1967 wurde er emeritiert.
Straub befasste sich mit eignungspsychologischen Problemstellungen und Untersuchungen zur Charakterologie und Psychologie des Willens. Dazu entwarf er den Dynamographen, eine mit einer Feder versehene Zange, die von einer Person mit der Hand so fest und so lange wie möglich zusammenzudrücken ist. Weiter forschte er zur Lern- und Arbeitsprozessgestaltung. Erwin Gniza und Ursula Köhler entwickelten als Assistenten Straubs dazu Beiträge zum Arbeitsschutz und zur Methodik der psychologischen Arbeitsanalyse.
Am 19. Oktober 1962 wurde unter dem Vorsitz von Werner Straub die Gesellschaft für Psychologie der DDR gegründet.
Seit 1949 war er Mitglied der Sächsischen Akademie der Wissenschaften. 1960 erhielt er den Vaterländischen Verdienstorden in Bronze und 1962 in Silber. In Dresden wird jährlich der Werner-Straub-Preis für ein Diplom mit Auszeichnung und eine Promotion mit Auszeichnung verliehen.

## Schriften (Auswahl)
- Tonhöhe und Tonqualität, in: Archiv für die gesamte Psychologie (1929)
- Die Grundlagen einer experimentellen Bildungspsychologie, Langensalza 1931 (Habil.schrift TH Darmstadt)
- Zur Psychologie des inneren Halts und der Haltlosigkeit, Dresden 1947
- Hrsg.: Probleme und Ergebnisse der Psychologie, 1960ff